# Yantra

El Sri Yantra.

La palabra sánscrita yantra proviene del prefijo yan, que significa concebir y por antonomasia, concepción mental. Yantra, pues, significa literalmente “dispositivo”, “artificio”, “mecanismo”, “herramienta” o, más preciso aún, “instrumento”. Hace referencia a representaciones geométricas complejas de niveles y energías del cosmos (personalizadas bajo la forma de una deidad escogida) y del cuerpo humano (en cuanto es concebido como réplica microcósmica del macrocosmos).
El yantra se interioriza por completo en los niveles más altos del ritual tántrico, a través de la construcción mental de un modelo geométrico complejo y su visualización. Una vez construido mentalmente, el yogui lo va disolviendo de manera gradual (laya). Los yantras se construyen de interior a exterior o de exterior a interior, dependiendo de la figura geométrica en la que el yogui piense. El yogui logra identificarse completamente con la figura escogida hasta el punto de no diferenciar si el Yantra está en su interior o es él quien penetra en el Yantra.
Los practicantes de esta clase de ejercicos mentales del yoga afirman que, si se efectúa con éxito, este ejercicio catapultará al practicante hacia la conciencia pura (sâdhaka), más allá de la distinción entre sujeto y objeto.
En el Tantra se emplean un gran número de yantras. El más famoso de todos es el Sri Yantra que se compone de nueve triángulos yuxtapuestos y colocados de forma que dan origen a 43 pequeños triángulos. Cuatro de los nueve primeros triángulos están orientados hacia arriba y representan simbólicamente la energía cósmica masculina Śivá; los otros cinco triángulos se orientan hacia abajo y representan la fuerza femenina Śakti. Estos triángulos están rodeados de un loto de ocho pétalos que simboliza a Vishnú. Envolviéndolo, un loto de dieciséis pétalos, representa el poder del yogui sobre la mente y los sentidos. Encerrando este loto se encuentran cuatro líneas concéntricas que se conectan simbólicamente con los dos lotos. La triple línea que lo rodea designa la analogía entre el universo entero y el cuerpo humano.